# 伯勒加努爾鄉
44°48′39″N 27°30′55″E / 44.81083°N 27.51528°E
伯勒加努爾鄉（羅馬尼亞語：Comuna Bărăganul, Brăila），是羅馬尼亞的鄉份，位於該國東南部，由布勒伊拉縣負責管轄，面積73平方公里，海拔高度39米，2007年人口3,430，人口密度每平方公里47人。